# Barrmaeliaceae
Barrmaeliaceae Voglmayr & Jaklitsch – rodzina grzybów z rzędu próchnilcowców (Xylariales).

## Systematyka i nazewnictwo
Pozycja w klasyfikacji według Index Fungorum
Barrmaeliaceae, Xylariales, Xylariomycetidae, Sordariomycetes, Pezizomycotina, Ascomycota, Fungi.
Według Index Fungorum bazującego na Dictionary of the Fungi jest to takson monotypowy z jednym tylko rodzajem:
- rodzaj Barrmaelia Rappaz 1995[2].
  - gatunki występujące w Polsce: Barrmaelia oxyacanthae (Mont.) Rappaz 1995

Nazwy naukowe na podstawie Index Fungorum. Wykaz gatunków według Mułenki i in.